# Pahiatua

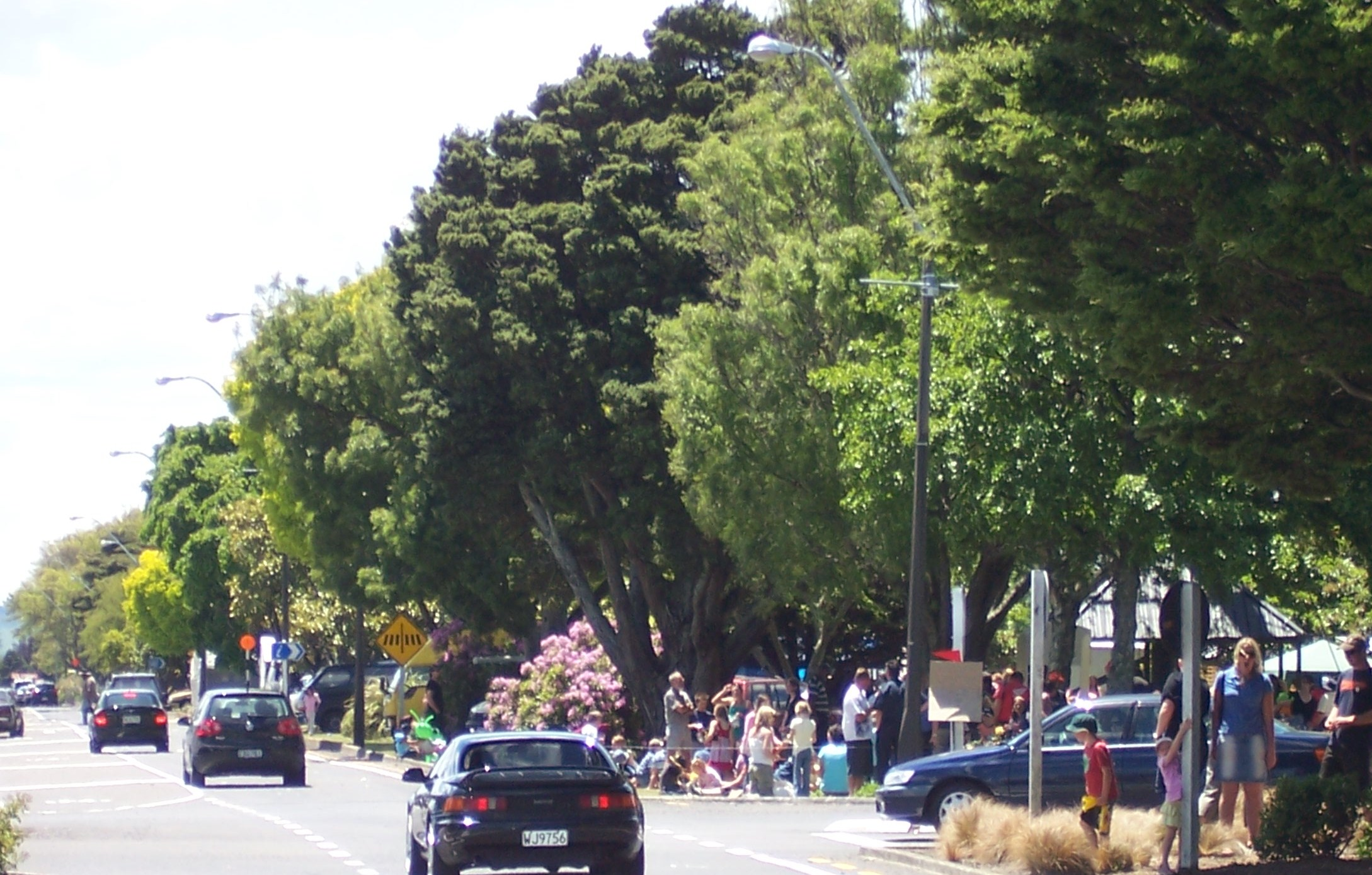

Pahiatua é uma cidade rural no sudeste da Ilha Norte da Nova Zelândia, com uma população urbana e rural de mais de 4 mil habitantes. Está localizada entre Masterton e Woodville na State Highway 2 e a estrada de ferro Linha Wairarapa, 60 quilômetros ao norte de Masterton e 30 quilômetros a leste de Palmerston North. Ela é geralmente considerada como pertencente a Wairarapa do Norte, mas para fins de governo local fica no Distrito Tararua, que engloba Eketahuna, Pahiatua, Woodville e Dannevirke.